# Tour de France à Montpellier

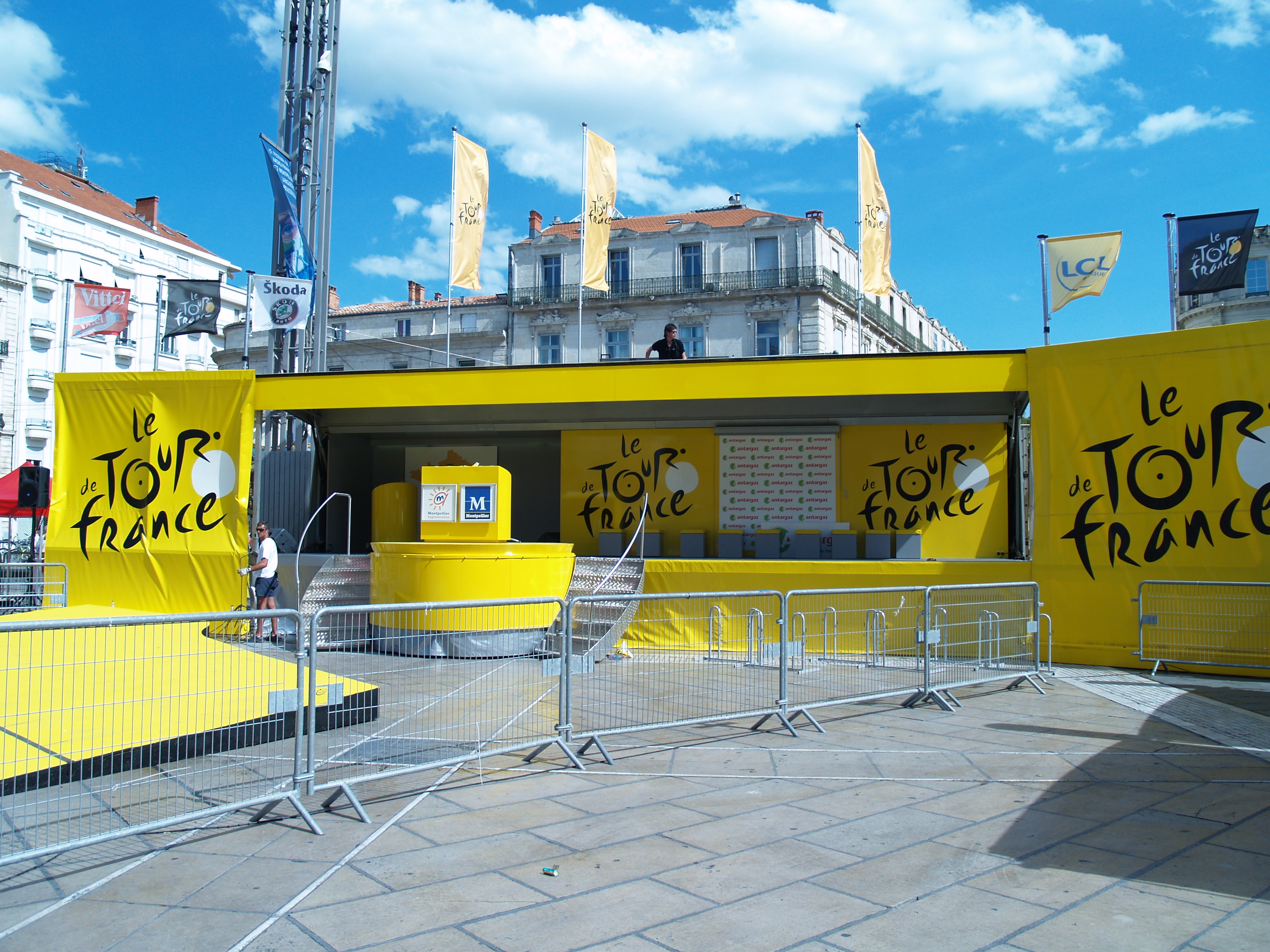
Podium de départ du contre-la-montre par équipes du Tour de France 2009.

Le passage du Tour de France cycliste à Montpellier, commune française située dans le département de l'Hérault en région Occitanie, est régulièrement cité dans diverses sources d'envergure.

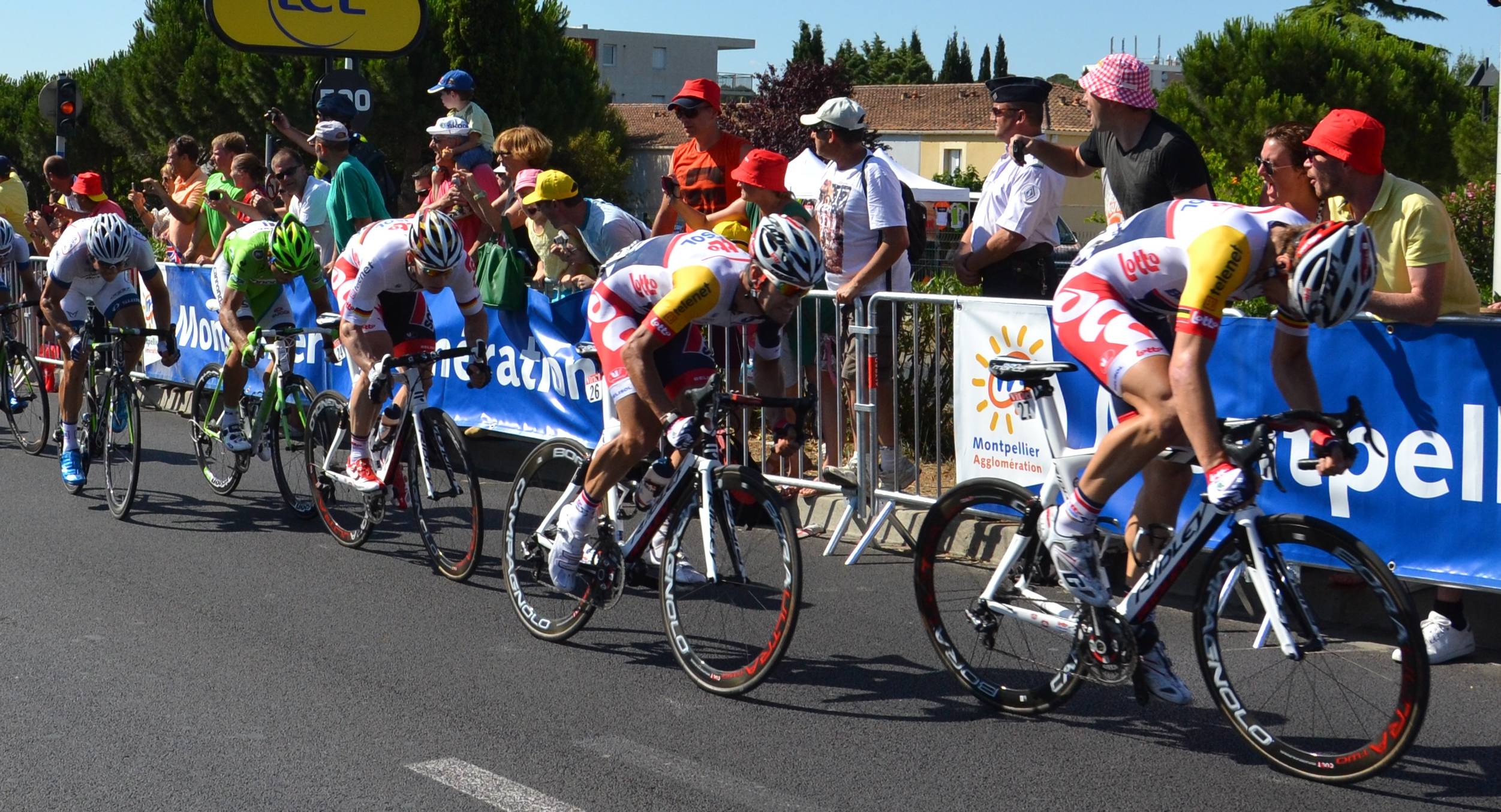
En 2013, arrivée au sprint à Montpellier, André Greipel en 3e position remporte l'étape.

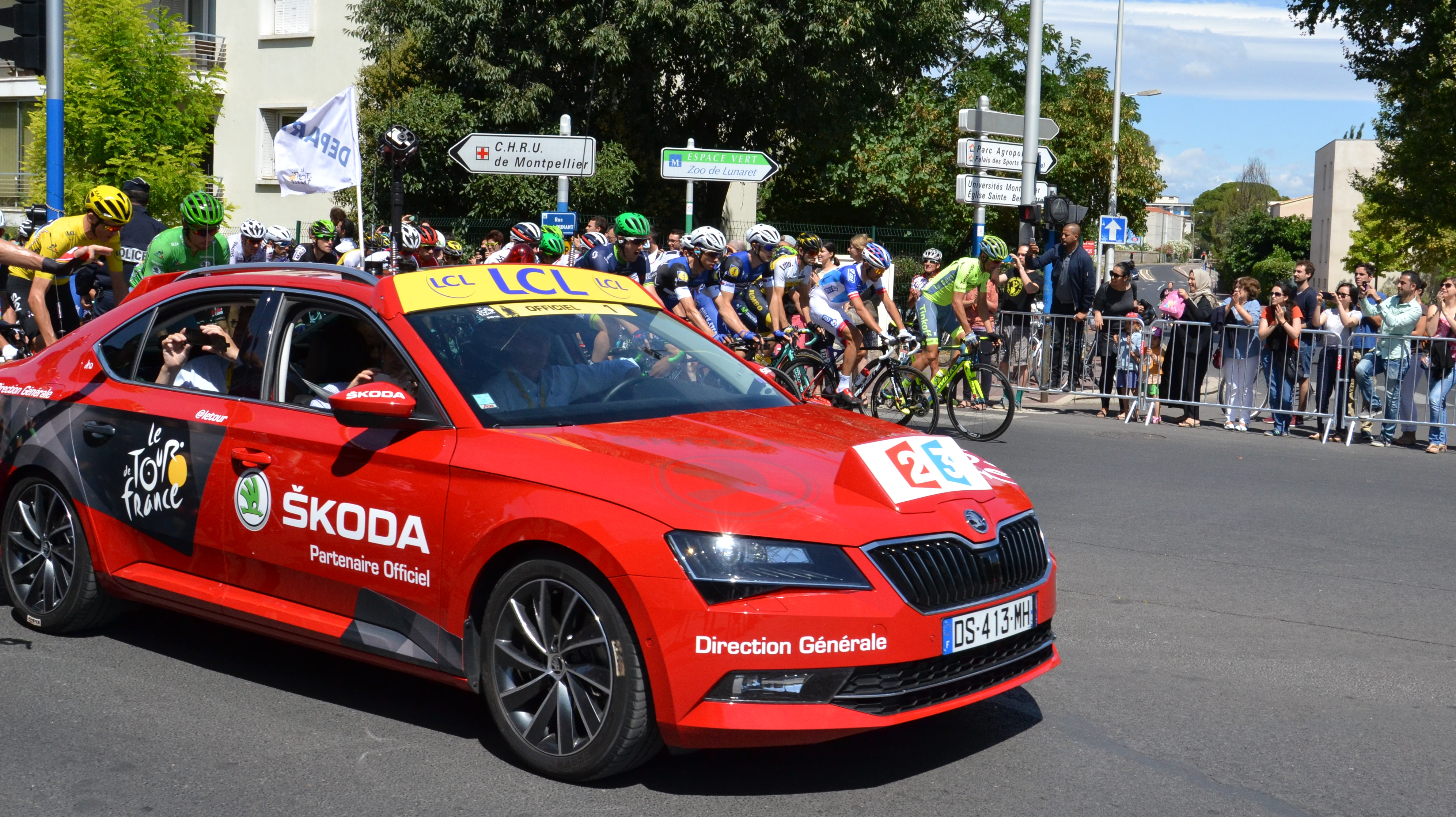
Le 14 juillet 2016, le peloton quitte Montpellier avant le départ réel.

## Passages du Tour de France à Montpellier

### Années 1930

#### 1930
Pour la première étape de l'histoire allant à Montpellier, le peloton adopte une allure certaine où les touristes-routiers se sont montrés à leur aise, le perpignanais Pierre Bodo conduisant longuement le peloton, Adrien Plautin remportant la prime à Béziers. En fin d’étape, Jules Merviel de l’équipe de France tente de s’échapper mais c’est Charles Pélissier qui parvient à faire le break, peu après Sète, et à remporter, dans un Montpellier en délire, la victoire.
Le départ de l'étape suivante se fait avec la traversée de la Crau s’effectue paisiblement, un vent discret accompagnant les coureurs peu décidés à fournir des efforts exagérés. Quelques kilomètres plus loin, 3 allemands tentent de se faire la belle. Le maillot jaune Leducq ne l’entend pas ainsi. Il ramène le peloton sur les fuyards avant de mener grand train dans la côte du Pailladou. 30 coureurs parviennent ensemble au vélodrome où Antonin Magne s’adjuge l’étape.

#### 1931
L’étape s’anime à la sortie de Sète lorsque Charles Pélissier se souvient de son escapade de l’année dernière. Il démarre brusquement, espérant profiter de l’apathie du peloton. Cette fois cependant, Raffaele Di Paco veille au grain et les deux hommes prennent quelques centaines de mètres d’avance. Un passage à niveau leur permet d’augmenter leur pécule. Plus que 20 km à effectuer avant le sprint de Montpellier. On estime le français légèrement supérieur à l’italien. Mais finalement, Di Paco remporte le duel.
Le lendemain, Max Bulla s’est échappé entre Arles et Salon avec les italiens Pancera et Catalini. Au sprint sur la piste du vélodrome Jean Bouin de Marseille, le rapide autrichien Bulla n’a pas rencontré de difficultés à battre Catalini.

#### 1932
Il ne se passe rien jusqu'à 5 km de la ligne où l’équipe de France se déploie à l’avant du peloton de manière à préparer le plus efficacement possible le sprint du maillot jaune Leducq. C’est alors qu’une chute met à terre Archambaud, Barthélémy et Speicher. Frans Bonduel en profite pour remporter l'étape.
L’étape de la traversée de la Crau n’a pas l’habitude d’être mouvementée. Trop accablés par la chaleur, les coureurs n’éprouvent en général aucune humeur belliqueuse. Cette année cependant, le soleil ne brille pas particulièrement dans le Midi. Conséquence immédiate, la journée se révèle très animée, notamment par les belges mais Leducq veille au grain. En fin d’étape, le touriste-routier niçois Adrien Buttafocchi et l’italien Michele Orecchia se détachent. Orecchia se contente de suivre son compagnon avant de le battre au sprint sur le vélodrome de la cité Phocéenne, noir de monde.

#### 1933
Le départ, donné de Marseille à 10 heures 30, oblige les coureurs à traverser le désert de la Crau entre midi et 14 heures, autrement dit lorsque le soleil est à son zénith. D’un commun accord, le peloton décide de faire la trêve et les 41 rescapés participent au sprint de Montpellier. L’occasion pour André Leducq de battre Léon Louyet.
L’étape Montpellier - Perpignan ressemble à s’y méprendre à la précédente : même chaleur, même torpeur, même moyenne (27 km/h), même nombre de coureurs à l’arrivée (41), même vainqueur : André Leducq.

#### 1934
Lors de l'étape reliant les villes de Marseille et de Montpellier, on suppose que Le Grevès va faire, une fois de plus, parler sa pointe de vitesse lorsqu’il crève du côté de Lunel. Georges Speicher, ne l’oublions pas, est lui aussi un redoutable finisseur. Le champion du monde ne laisse pas passer l’occasion de s’imposer sur l’avenue de l’Esplanade à Montpellier devant Antonin Magne qui en profite pour s’octroyer 45 s de bonification.
Il fait chaud tout au long de la plaine languedocienne. Le peloton au complet se présente sur le vélodrome de Perpignan avec 2 heures de retard sur l’horaire. Le directeur décide alors que les 41 rescapés effectueront un tour de piste contre-la-montre départ lancé. Roger Lapébie s’impose en 17 s 2/5 devant... 8 coureurs ex aequo en 17 s 4/5. Comment les départager pour offrir au second les 45 s de bonification ? En leur faisant courir une nouvelle épreuve mais cette fois en ligne. René Le Grevès l’emporte facilement.

#### 1935
Desgrange décide de faire disputer ce chrono par équipes. Les Belges emmenés par le maillot jaune Romain Maes s’élancent en premiers puis, de 5 minutes en 5 minutes, 2 groupes de touristes-routiers, les Italiens, les Allemands, les Espagnols accompagnés par les individuels suisses, enfin les français. A mi-course, les Belges possèdent 10 s d’avance sur les tricolores mais ces derniers, s’imposent à 44,171 km/h de moyenne, 27 s devant les Belges, 1 min 30 s devant les Italiens. C'est Georges Speicher qui franchit en tête la ligne d’arrivée à Montpellier.
Il n'y a rien à dire sur la demi-étape suivante pendant laquelle le peloton se contente de se rendre à Narbonne. René Le Grevès, le sprinter de l’équipe de France remporte l’emballage sur le boulevard Frédéric-Mistral.

#### 1936

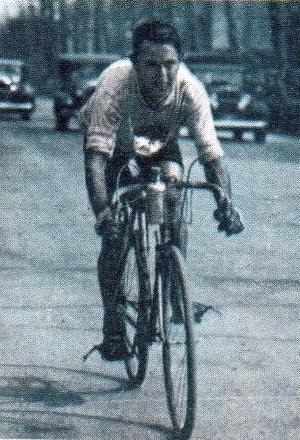
Sylvère Maes a porté le maillot jaune en 1936 et 1937.

Alors que les coureurs récupèrent et se restaurent, le public nîmois s’agite tant et si fort que les barrières de bois craquent sous la pression. Une foule en transe oblige les officiels à se réfugier sous les arches d’un aqueduc sous les regards d’un service d’ordre dépassé. Le chrono par équipes est lancé peu après. Tandis que la formation hispano-luxembourgeoise termine à 2 min 47 s, ce sont les belges du maillot jaune Sylvère Maes qui l’emportent.
Le peloton traverse tranquillement les vignobles languedociens, Sète, Agde, Béziers avant d’arriver aux alentours de Narbonne où les démarrages se multiplient. Les belges se lancent chacun à leur tour à l’attaque, suivis par les espagnols et quelques touristes-routiers. Le Grevès, aidé par Maye, répond à toutes les tentatives et remporte le sprint.

#### 1937
51 km entre Nîmes et Montpellier, c’est peu. Suffisant pour que les Belges placent Danneels à l’avant, en compagnie de l’Allemand Bautz. Plus d’1 min d’avance à 15 km de l’arrivée, c’est alors que le maillot jaune Sylvère Maes crève et doit changer de roue avec son équipier Meulenberg. Immédiatement, Lapébie soutenus par Vicini, mettent en route. Danneels et Bautz sont rapidement rejoints, mais il faut surtout que ses hommes se lancent dans une course-poursuite effrénée de manière à perdre le minimum de temps. Finalement, les Belges déboursent 35 s sur la ligne où le Suisse René Pedroli l’emporte.
Francesco Camusso avait sacrifié toutes ses chances en soutenant jusqu’au bout son leader Bartali. Ce dernier reparti en Toscane, il fallait que le vainqueur du Giro 1931 songe à son destin personnel. C’est pourquoi celui-ci s’est échappé peu avant Sète avant de longer la côte à une allure record et de devancer à Narbonne le peloton de plus de 8 min.

#### 1938
Les 73 km entre Béziers et Montpellier à travers le vignoble languedocien sont mouvementés. Mersch et Magne se dépensent sans compter tandis qu’Antoon Van Schendel ne veut pas perdre le bénéfice des 9 s qu’il a engrangées lors du premier tiers d’étape. Un petit groupe se joue la victoire au sprint que remporte Antonin Magne.
Lors de l’étape suivante, la course ne s’anime qu’après Salon lorsque Berrendero et Gianello d’abord puis Neuens tentent de se détacher. Magne se lance à la poursuite du Luxembourgeois. Une vingtaine d’hommes se regroupent en tête. Parmi ces 20 coureurs échappés, Cosson souffre d’une fringale après la montée de Gardanne, à 25 km de l’arrivée. Sans doute vexé de sa médiocre prestation lors du chrono de la veille, Gino Bartali impressionne en s’adjugeant le sprint de Marseille devant 18 concurrents.

#### 1939
Les coureurs se mettent en selle à Béziers sous un soleil accablant. Un passage à niveau fermé un peu avant Gigean met le feu aux poudres. Une vingtaine de coureurs se retrouvent à l’avant. Mais le gros de la troupe revient à toute allure. Une nouvelle cassure intervient quelques kilomètres après. Constamment aux avant-postes, Maurice Archambaud s’en extirpe à 12 km de Montpellier et remporte la victoire. 15 coureurs (dont les principaux leaders) terminent à 52 s
Alors qu’on s’attend à un démarrage d’un des régionaux, le lendemain, à 30 km de l’arrivée, c’est le Luxembourgeois Pierre Clemens qui surprend son monde. Fabien Galateau le rattrape. Au Stade Municipal de Marseille, Galateau, l’habitué des lieux n’a qu’à parachever le travail en s’imposant au sprint, pour la plus grande joie d’un public en transe.

### Années 1940

#### 1947
L'étape partant de Marseille ne fut que très peu intéressante. Hormis une échappée de 13 hommes lancée avant Salon, où le peloton n'a jamais réagi. Aucune défaillance n'effritera ce groupe d'échappés. A Montpellier, Massal l'enfant du pays l'emporte d'une demi-roue au sprint devant le luxembourgeois Diederich. Cette étape ne change pas le classement général toujours dominé par Vietto.
L'étape suivante ressemble étrangement à la précédente. Dès le départ, Massal tente sa chance, tentative sans suite. Peu après, une échappée de neuf hommes prend forme. La tramontane oblige les coureurs à former des éventails et les fuyards vont prendre une confortable avance sur le peloton des favoris bien que Teisseire et Massal ne relayent pas, leur leader maillot jaune étant à l'arrière. Dans le col d'Alaric, à 30 km de l'arrivée, Teisseire démarre et dans sa roue ne restent que Schotte, qui ne veut pas relayer permettant ainsi le retour de Impanis et Callens. Dès lors, Teisseire répond à tous les démarrages. A 200 mètres, il attaque et monte à la sortie du virage et profitant de la descente vient coiffer Callens sur la ligne et remporte la victoire d'un souffle, Vietto conserve le maillot jaune.

#### 1948
Dès le départ de Toulouse, Raymond Impanis suit les consignes et est l'un des premiers de la journée à attaquer. Il s'isole et creuse rapidement un écart mais faute de renfort, il renonce à courir seul si loin du but. Plusieurs tentatives d'échappée se produisent mais Bobet y met bon ordre. La course étant rapide,plusieurs coureurs sont en difficulté. A l'approche du ravitaillement de Lézignan (km 123.5), Impanis pousse une pointe et s'en va seul à plus de 120 km du but. A Lézignan, il a déjà 1 min d'avance bien que le peloton ne soit pas inactif. A Narbonne, l'écart est de 2 min 10 s, de 3 min 15 s à Béziers, de 4 min 30 s à Sète (km 216.5), de 5 min 35 s peu après Frontignan. Malgré des contre-attaques, Impanis s'en va gagner à Montpellier à plus de 40 km/h de moyenne. Bobet conserve son maillot jaune.
Pour une fois, le peloton part à allure modérée. 18 coureurs prennent le large et traverse Tarascon avec 100 mètres d'avance sur un deuxième groupe et 1 min d'avance sur le peloton. À la sortie d'Avignon (km 102), l'écart est de 1 min 40 s. Dans le col du Carpian, on voit Paul Neri faire le forcing pour lâcher les sprinters du groupe de tête. Il reste 10 km et la descente sur Marseille s'effectue à très vive allure. Bobet y perdra encore un peu plus de temps et quand il arrive au vélodrome, Impanis qui a gagné le sprint effectue son tour d'honneur. Bobet conserve son maillot jaune pour 29 s.

### Années 1950

#### 1951

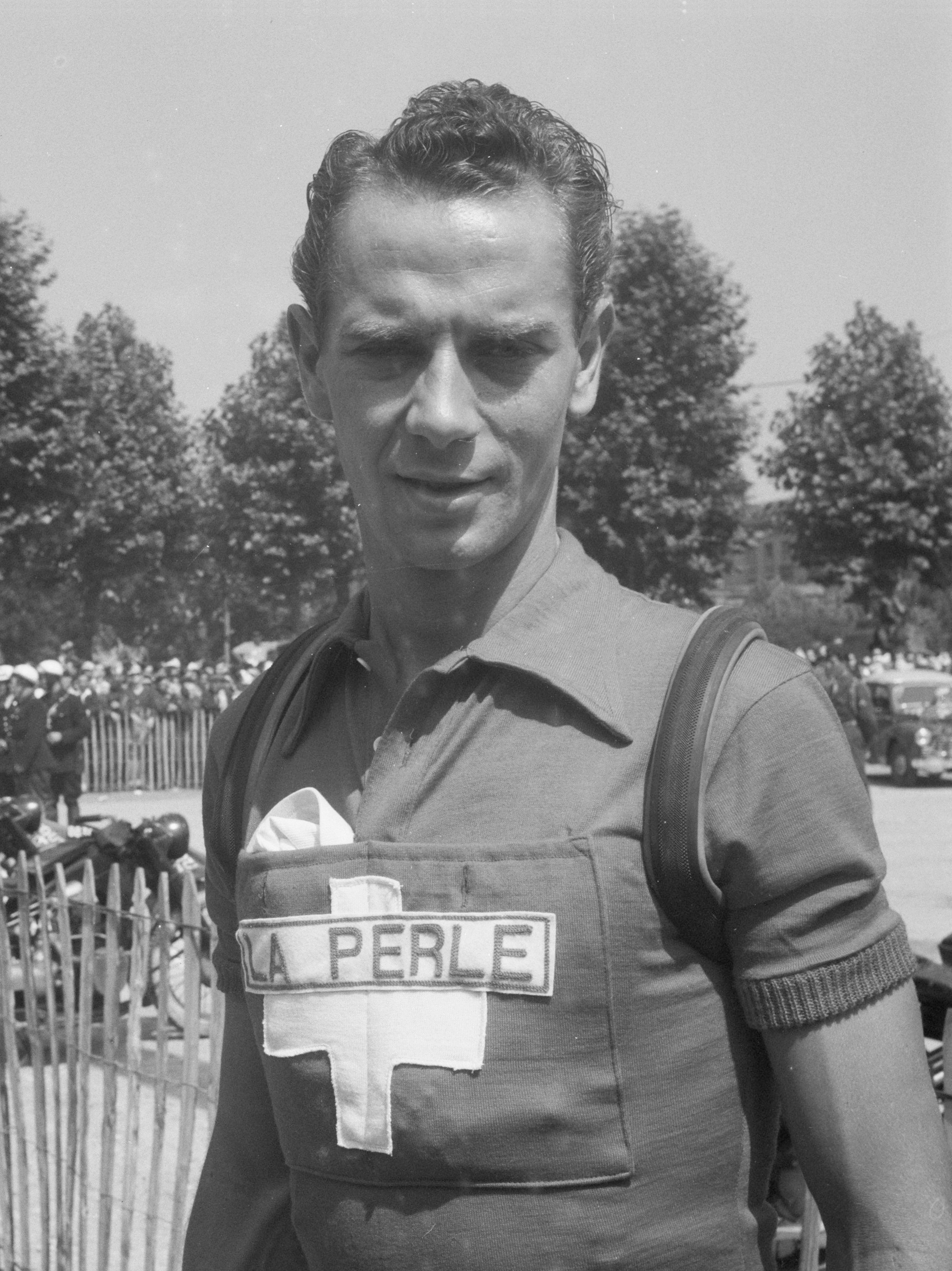
Hugo Koblet sur le Tour de France 1951.

Le départ de Carcassonne se fait dans une chaleur étouffante, les rescapés débutent cette étape dans le calme, les cols de Sales et des Usclats sont montés au train mais dans la descente de ce dernier, neuf hommes partent. À la suite de cette accélération, on note les premiers décrochages sous un soleil saharien. Au km 100, les fuyards comptent maintenant 3 min 05 s d'avance. Au ravitaillement, à la Tour-sur-Orb, le trio Bartali-Magni-Bobet quitte à son tour le peloton et part en chasse. Le col de la baraque de Bral achève la dislocation des pelotons. La fin de course ne change pas la hiérarchie. Toutefois le trio qui espérait une jonction voit au contraire l'écart grandir avec le groupe maillot jaune. L'arrivée sur le circuit de l'Esplanade à Montpellier se joue au sprint entre les cinq échappés et c'est Hugo Koblet qui s'impose pour la 4e fois. Il consolide son maillot jaune.
L'étape du lendemain relie Montpellier et Avignon. Les 143 premiers kilomètres de course sont une promenade. Il faut dire que les coureurs redoutent particulièrement ce que les organisateurs leur ont concocté : 21 km d’ascension du Ventoux par le versant Nord. Geminiani tente bien de décramponner à plusieurs reprises le maillot jaune Koblet mais il n’y parvient pas. Le géant de Provence n’a pas fait la différence. Dans la descente, Lazaridès est repris par le trio Bartali, Geminiani, Koblet. Celui-ci surveillant de près les autres, ses plus dangereux adversaires pour la victoire finale, Louison Bobet en profite pour se faire la belle et remporter une victoire de prestige.

#### 1956
Une heure après le départ de Toulouse, Raymond Elena se lance à l’attaque, suivi par plusieurs grappes de coureurs. A Mazamet, tous se regroupent pour former une entité de 18 unités. Les attaques et les crevaisons ont disloqué le groupe durant les derniers kilomètres et c’est Roger Hassenforder, emmené par Claude Le Ber, qui l’a emporté.
L'étape suivante, le peloton se scinde en 2 après le ravitaillement de Miramas alors que le parcours s’annonce vallonné en fin d’étape. 36 hommes se détachent. La plupart des leaders y sont à l’exception de Bruno Monti et, surtout, du maillot jaune Jan Adriaensens, en perdition. Le hollandais Wout Wagtmans récupère la tunique en fin d'étape. A 15 km d’Aix-en-Provence, Jean Forestier provoque la décision. Il emmène avec lui son compagnon de l’équipe de France Pierre Barbotin ainsi que Joseph Thomin, Pierre Scribante, Pietro Giudici et Salvador Botella. Ces 6 hommes résistent jusqu’à l’arrivée où Thomin l’emporte.

### Années 1960

#### 1961
L'étape 13 du Tour 1961 se déroule entre les villes d'Aix-en-Provence et de Montpellier. L'étape finit au sprint et c'est André Darrigade qui s'est imposé. L'étape du lendemain se rendant à Perpignan, a été courue à vive allure et c'est un belge, Eddy Pauwels qui l'a remportée.

#### 1962
L’étape entre Carcassonne et Montpellier est émaillée de nombreuses attaques mais aucune ne prend de l’ampleur. Barale, Stolker et Van Est sont les derniers à se mettre en valeur avec 25 s d'avance à 20 km de l’arrivée. Ils sont rejoints à l’entrée de Montpellier. Le sprint est remporté par Willy Vannitsen devant Altig.
Les tentatives d’échappée sont nombreuses en ce début d’étape qui rallie Montpellier à Aix-en-Provence mais les Faema du maillot jaune Planckaert et les Helyett d’Anquetil veillent et c'est Rostollan, qui tente de remporter son étape provençale en s’enfuyant à partir d’Arles. Il est d’abord rejoint par Lach et Altig puis par le peloton. L’échappée décisive est lancée du côté de Pont-Flavien par Antonio Bailetti et Emile Daems. Les 2 hommes s’entendent bien jusqu’à ce que l’italien donne des signes de fatigue à une trentaine de kilomètres de l’arrivée. Pris de fringale, il demande au belge de ralentir afin qu’il puisse manger. Daems porte l’estocade et s'impose. Bailetti est incapable de réagir.

#### 1964
Lors de l'étape entre Toulon et Montpellier, les côtes de Caunet et des Termes de Peypin permettent à Taccone de se mettre en valeur. Une chute au 200e km projette à terre une dizaine de coureurs. Hoevenaers est le plus touché. A Lunel, les événements se précipitent : Jacques Anquetil en personne se lance à l’attaque, suivi par Bahamontès et Sels. Evidemment, c’est au sprint que la décision se joue. Edouard Sels l’emporte.
Le Montpellier - Perpignan est une course est beaucoup plus mouvementée que la veille. Tour à tour, Bracke puis, à partir du ravitaillement de Narbonne, Everaert, Nijdam, Graczyk et Rostollan ont possédé plus de 30 s d’avance mais c’est en peloton que les 20 derniers kilomètres ont été effectués. Aux portes de Perpignan, De Roo et Epaud s’enfuient, poursuivis par Nijdam et Minieri. Ces 4 hommes résistent à leurs poursuivants et c'est Jo De Roo, qui s’affirme le plus frais au moment de conclure.

#### 1965
L'étape Perpignan - Montpellier est marquée par la tramontane, elle ne rebute pas Nijdam et Verhaegen qui prennent la poudre d’escampette 36 km après Perpignan. Les 2 hommes traversent en tête Narbonne, Béziers et Agde mais ils sont rejoints juste avant le Mont-Saint-Clair. C’est à Frontignan que le break se réalise. 16 hommes vont prendre 1 min 45 s au peloton. Malgré la présence dans ce groupe de tête de sprinters comme Darrigade, Karstens ou Wright, c’est l’italien Adriano Durante qui s’impose devant Cees Lute.
La 14e étape se résume en une course de côte avec en point d’orgue le Mont Ventoux à escalader à partir de Bédoin. Tout de suite, ne subsistent plus que le maillot jaune Gimondi, Poulidor, Motta, Jimenez, autrement dit les ténors de l’épreuve. Motta tente, dans un premier temps, de suivre l’espagnol mais il reconnaîtra par la suite avoir commis là une erreur. Effectivement, l’italien s’essouffle et doit baisser pavillon. Raymond Poulidor est le seul à pouvoir faire jeu égal avec Jimenez. Les 2 hommes s’envolent vers la victoire. Jimenez crève à quelques hectomètres de la ligne et laisse Poulidor s’emparer du gain de l’étape.

#### 1966
Cette demi-étape au départ de Montpellier se caractérise par un nombre impressionnant de crevaisons, conséquence de la pluie incessante. Comme l’allure est vive, le peloton se scinde en 2 parties. Ce qui fait les affaires des ténors Altig, Anquetil et Poulidor. C'est Maurice Bénet et Jo De Roo qui se disputent la victoire. De Roo s'impose à Aubenas.

### Années 1970

#### 1970
Rini Wagtmans profite de la descente courte mais forte qui conduit à la piste en cendrée du stade Richter pour s’octroyer 10 mètres d’avance. Il s’agit ensuite de couvrir la distance qui mène jusqu’à la ligne puis d’effectuer un tour complet. Lors du premier passage, Jan Janssen tombe dans un virage. Au tour suivant, au même endroit, c’est Walter Godefroot qui s’effondre. Quant à Wagtmans, il a parfaitement compris qu’il était extrêmement difficile de dépasser quelqu’un sur une piste en cendrée. Il conserve la tête jusqu’au bout, remporte l’étape, qui avait débuté à Carpentras.

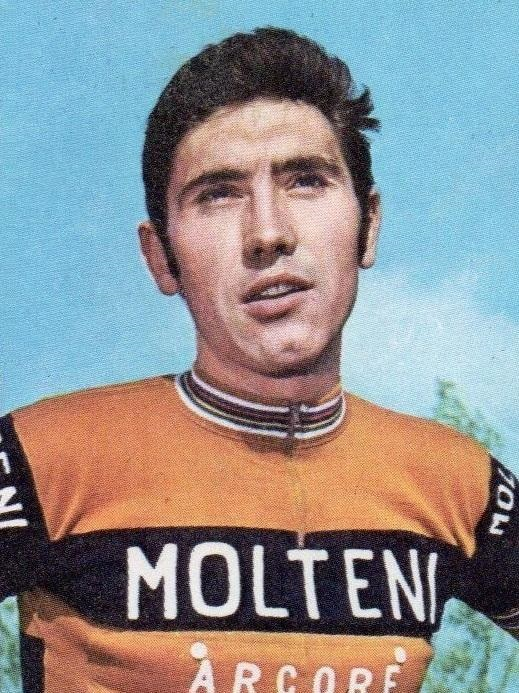
Eddy Merckx a porté deux fois le maillot jaune à Montpellier.

Pour la 16e étape, le peloton se promène jusque Revel où sont déclenchés les hostilités. Attilio Benfatto réussit le break au 203e km. Il est repris par Albert Van Vlierberghe, 20 km plus loin. Les 2 hommes doivent lutter contre un commando de 8 coureurs. Van Vlierberghe s'impose à Toulouse.

#### 1973
Ce Montpellier - Argèles-sur Mer se déroule sous une forte chaleur et avec un vent défavorable sur plus de la moitié du parcours. Au bout de 100 km, la course a une heure et demie de retard sur l'horaire moyen. Dans la montée, le peloton s'est coupé en deux, le regroupement s'ensuit peu après. Le vent ayant tourné dans le sens de la course, les Bic assurent un train rapide. Une cassure intervient à 15 km du but, Périn tente sa chance aux 8 km avant d'être repris, Krekels connait le même sort. Les attaques se succèdent mais les équipes des sprinters cadenassent la course. Aux 4000 mètres, 12 hommes faussent compagnie à la meute et parviennent à s'assurer 15 s. Aux 3000 mètres, ils n'ont plus que 100 mètres d'avance. Ils sont repris à la cloche sur le circuit d'Argelès. Les temps étant pris à l'entrée du circuit, ces coureurs auront grappillés 11 min sur le peloton. C'est Barry Hoban qui surprend les sprinters et l'emporte devant Esclassan et Van Roosbroeck. Luis Ocaña reste maillot jaune.

#### 1974
Une étape courte entre Avignon et Montpellier, rythmée par de nombreuses tentatives de fugue. Aucune ne connaît la réussite. Merckx passe à l'offensive à une vingtaine de kilomètres de l’arrivée, il scinde le peloton en deux. Il faut toute la vigilance des Kas pour ramener le maillot jaune à la raison. Rebillard, Catieau, Périn tentent également leur chance. Mais ce sont les sprinters, qui, ont décidé d’en découdre, pour le plus grand bonheur du vétéran Barry Hoban qui remporte, à 34 ans, sa 7e victoire sur le Tour.

### Années 1980

#### 1980
Depuis le début du Tour, les coureurs sont soumis à une pluie continuelle. Pour une fois, c'est sous un temps ensoleillé que se déroule la course. Après une première partie avec une lutte pour le maillot vert, la seconde partie de l’étape offre un relief plus accidenté. Mayoz passe au sommet de la Baraque de Brel avec 27 s d’avance, Martinez le rejoint. Nilsson et Martin, en concurrence pour le maillot à pois, se livrent à un duel fratricide dans le col de Salces avant que Ludo Peeters ne se lance dans la descente, à 42 km de l’arrivée. poussé par un fort vent favorable, adoubé par ses futurs coéquipiers de la TI-Raleigh, l’anversois s’adjuge en solitaire sa première victoire sur le Tour.
La course se révèle constamment nerveuse sans qu’aucune échappée notable ne se constitue. A une quinzaine de kilomètres de Martigues cependant, Thévenet sort du peloton avec Vallet, Delcroix et quatre autres coureurs. Sur le circuit d’arrivée, hérissé d’une ligne droite de 250 m en montée à gravir 3 fois. Vallet, Thévenet et Toso se disputent la victoire. Vallet profite de la montée finale pour prendre définitivement le dessus et s'imposer.

#### 1989
L'étape entre Toulouse et Montpellier, longue de 242 km, elle est favorable aux baroudeurs. Dominique Arnaud et Valerio Tebaldi s’enfuient dès le kilomètre 19. Ils partent pour une odyssée de 223 km. Giancarlo Perini intercalé à 1 min 30 s, est attendu par Tebaldi avec l’assentiment du français. Le peloton ne s’intéresse pas trop aux 3 fuyards, cela leur permet d'acquérir 29 min d’avance à Bédarieux. La victoire se joue entre les 2 italiens car le français rate un virage et tombe. Au sprint, Tebaldi l’emporte. Il s’agit de sa deuxième victoire sur le Tour après l’étape de Reims en 1988.
L'étape du lendemain est plus courte mais difficile avec les conditions météos, le peloton se scinde en plusieurs groupes sous l’effet d’un fort vent favorable. Laurent Fignon et Charly Mottet, respectivement premier et troisième du général, sortent du premier peloton. Ils tiennent avec une quarantaine de secondes d’avance pendant 40 km mais la côte de Rove les condamne. Derrière, la chasse est rondement menée par Lemond. Les 2 leaders repris, c’est un autre français, Jean-Claude Colotti qui attaque au bas de la côte de Saint-Antoine, à 15 km de Marseille. Il est aussitôt suivi par Vincent Barteau. Celui-ci accélére à 600 mètre du sommet de la côte pour aller remporter la victoire d’étape.

### Années 1990

#### 1993
Dans cette 13e étape entre Marseille et Montpellier, de nombreuses tentatives d'échappées dans la première heure mais le peloton ne laisse pas partir. Au km 112, 17 autres coureurs. Le groupe prend 40 min mais le peloton ne laisse pas faire. Devant, le groupe éclate et ils ne sont plus que 9 en tête. Les équipes de sprinters mettent le turbo et vers le km 133, les fuyards sont rejoints sauf Maassen et Simon qui poursuivent un moment leur action. Le regroupement est général au km 140. Au km 151, 4 hommes se détachent mais ils sont revus au km 166. Des cassures se produisent en vue de Montpellier. Rominger tente de surprendre Indurain mais celui-ci est vigilant et reste aux avants-postes. Jaskula, comme beaucoup d'autres, s'est fait piéger et concède 14 s. Raab emmène Ludwig pour une victoire nette devant Abdoujaparov. Indurain reste en jaune.
La 14e étape part de Montpellier et se rend aux portes des Pyrénées, à Perpignan. Le parcours est un peu vallonné avec le Mont Saint-Clair où Rominger passe en tête avec 50 s d’avance sur le groupe maillot jaune. Dans la descente, 15 hommes se regroupent dont Rominger, Mejia, Riis et Chiappucci y sont recensés. Les Banesto mènent vivement la chasse, ils seront repris. 5 coureurs partent à l'avant, le peloton laisse filer. A 15 km de Perpignan, Pascal Lino démarre, suivi par Giancarlo Perini. Les 2 hommes comptent 40 s d’avance sur les 3 poursuivants puis l’écart diminue mais il demeure suffisant. Lino l’emporte d’un souffle au sprint. Aucun changement au général.

#### 1994
La 14e étape rallie les villes de Castres et de Montpellier. Il fait chaud, plus de 38 degrés, le parcours est long, difficile en son début. Les organismes sont fatigués. Dès le 35e kilomètre, 16 hommes s’échappent, 3 autres coureurs dont Marco Pantani, les rejoignent un peu plus loin. Les Banesto ne peuvent pas laisser partir le grimpeur de la Carrera, trop dangereux au classement général. Cela change tout, car une fois Pantani et les autres rattrapés, le peloton peut se permettre de leur accorder un bon de sortie. Dans le col de Fonfroide, 5 coureurs se détachent du groupe de tête : Jaermann, Sørensen, Hervé, Stephens et Ghirotto. Ils en profitent pour prendre 11 min d’avance. A 20 km de Montpellier, Neil Stephens et Rolf Sörensen se font la belle. c’est Sörensen qui l’emporte au sprint, offrant ainsi au Danemark sa 3e victoire d’étape sur le Tour 1994. Indurain conserve son maillot jaune.
Le lendemain, la 15e étape entre Montpellier et Carpentras est calme jusqu'à la tentative de Jaermann au km 50 puis celle de Cassani un peu plus loin. C'est Eros Poli qui parvient à s'échapper au km 60. Le peloton réagit puis laisse filer l'Italien qui a bien résisté. L'écart se creuse avec 17 minutes d'avance au km 110. Au pied du Ventoux, Poli avec une très grosse avance. Après 6 km d'ascension, Pantani attaque suivi par Leblanc, celui-ci préfère finalement attendre le groupe maillot jaune qui s'est restreint à Virenque. La situation au sommet du Ventoux est la suivante : Poli n'a plus que 4 min 35 s d'avance sur Pantani et 6 min 03 s sur le groupe maillot jaune composé de Virenque, De las Cuevas, Leblanc, Indurain, Conti et Lino. Dans la descente vers Carpentras, le groupe Indurain revient sur Pantani à 11 km du but alors que Zülle, Poulnikov, Ugrumov et Elli sont revenus de l'arrière. Après 171 km d'échappée solitaire, Eros Poli résiste et conserve plus de 3 min sur la ligne. Indurain conserve son maillot jaune.

### Années 2000

#### 2005

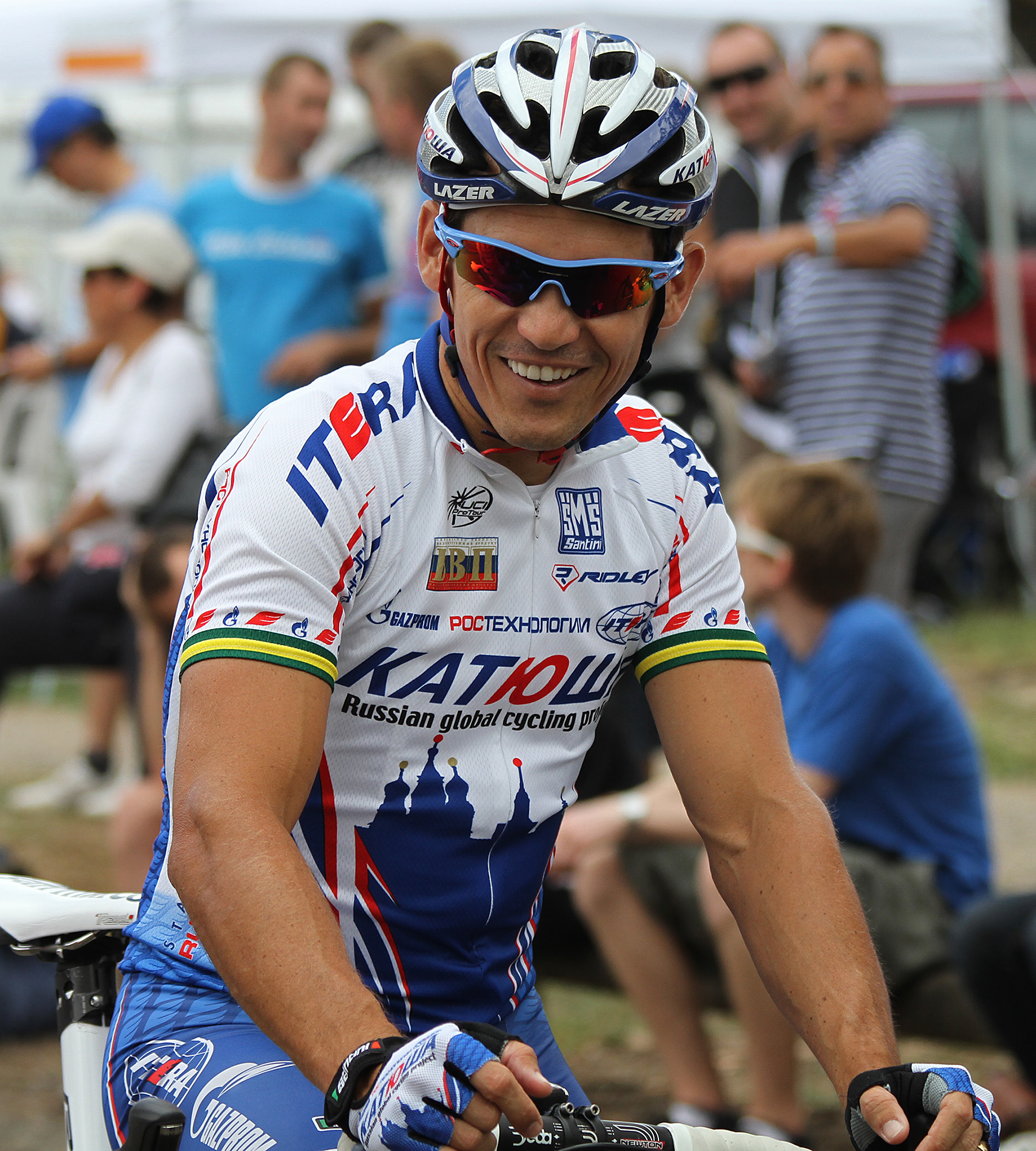
McEwen vainqueur à Montpellier en 2005.

Cette étape part de Miramas et revient à Montpellier par le nord du département, l'arrivée est situé devant le stade de la Mosson. Elle est considérée comme une « étape de transition » entre les étapes des Alpes et celles des Pyrénées. Concernant, le scénario, un groupe se détache dès le 17e km de la course comprenant Christopher Horner, Juan Antonio Flecha, Thomas Voeckler, Carlos Da Cruz et Ludovic Turpin. Ils compte 9 min d'avance, ce qui motive l'équipe Davitamon-Lotto à œuvrer pour reprendre les échappés.
À 7 kilomètres de l'arrivée, 4 des 5 échappés sont repris par le peloton et seul Christopher Horner parvient à conserver un peu d'avance. Il est rejoint par Sylvain Chavanel qui poursuivent ensemble l'effort pour la victoire d'étape. Ils sont cependant repris à 500 mètres de l'arrivée par les spécialistes du sprint, et c'est finalement l'Australien Robbie McEwen qui l'emporte devant Stuart O'Grady. Robbie McEwen signe ainsi sa troisième victoire d'étape sur le Tour. Armstrong garde son maillot jaune de leader.

#### 2007
L'édition 2007 fait étape dans l'Hérault avec 2 étapes à Montpellier.
La 11e étape débute à Marseille, elle traverse les départements des Bouches-du-Rhône, du Gard, puis de l'Hérault. Les coureurs rentrent dans Montpellier par l'avenue de la Mer et traverse la ville d'ouest en est pour une arrivée dans le quartier de la Mosson. Ils empruntent l'avenue de la Liberté puis l'avenue de Heidelberg jusqu'au stade de la Mosson.
Dans cette étape, le peloton se scinde rapidement en deux, une vingtaine de coureurs forment le premier groupe. Parmi eux, neuf coureurs attaquent. Au 25e km, le peloton se regroupe et compte 50 secondes de retard sur les 9 échappés alors que les équipes Team Milram, Discovery Channel et Rabobank donnent le tempo au peloton. Alors qu'il reste 55 secondes d'avance sur le peloton au 63e km, Vaugrenard, Bennati et Chavanel décident d'attaquer. Peu avant le kilomètre 70, le peloton reprend les intercalés et anciens compagnons de route des trois hommes de tête. De nombreux coureurs partent en contre-attaque mais ils sont repris par le peloton comme les trois hommes de tête.
Au kilomètre 85,5, une échappée à l'initiative de Philippe Gilbert compte 14 secondes d'avance sur le peloton, l'écart augmentera jusqu'à 7 min 30 s. En à peine 10 minutes, l'écart retombe à 4 min 50 s, et l'accélération a été si brutale que deux cassures nettes sont observées coup sur coup en trois minutes d'intervalle entre la petite cinquantaine de coureurs du groupe maillot jaune emmené par l'équipe Astana, le premier groupe à lâcher notamment Thor Hushovd, Erik Zabel, Sandy Casar. 20 minutes après le début de l'accélération de l'équipe Astana, les échappés n'ont plus que 2 min 25 s d'avance sur le groupe maillot jaune tandis que le groupe de Zabel et Hushovd compte 45 s de retard.
À 32 km de l’arrivée, les échappés réintègrent le groupe maillot jaune tandis que l'écart entre les deux principaux groupes est de 2 minutes. À l'avant, alors qu'un sprint final semble se profiler, Christophe Rinero attaque à moins de 5 km de l'arrivée mais depuis que l'équipe Astana s'est relevée, l'équipe Quick Step-Innergetic de Tom Boonen qui est l'un des seuls sprinters dans le groupe maillot jaune roule et empêche toutes les attaques. Alexandre Vinokourov tente tout de même une sortie, sans réussite à 4 km de l'arrivée puisqu'il est rejoint 1 km plus loin. Les équipes des sprinters encore présentes sont à l'avant du groupe, la vitesse est très rapide, sous la flamme rouge, dans le dernier rond-point de l'étape, une chute se produit dans le peloton, le maillot vert Tom Boonen est alors gêné, il n'a aucune blessure mais ne peut pas envisager de s'imposer à l'arrivée de cette étape.

À 250 mètres de la ligne d'arrivée, Robert Hunter place son accélération et remporte la victoire devant le retour très puissant de l'ancien maillot jaune Fabian Cancellara et de Murilo Fischer, Hunter bat Cancellara d'une demi-roue. Le second groupe arrive avec 3 minutes 20 de retard, 18 coureurs terminent après ce groupe. Finalement, David Zabriskie qui était juste devant la voiture-balai arrive hors délais. Robert Hunter devient le premier Africain à gagner une étape du Tour de France et son équipe Barloworld nouvellement créée montre avec deux victoires qu'elle a toute sa place dans le Tour. Avec 49,115 km/h de vitesse moyenne, cette étape est l'une des plus rapides du tour depuis sa création, et les coureurs sont arrivés en avance sur l'horaire prévu, une première depuis le début de l'édition. Au classement général, Rasmussen garde le maillot jaune.
La 12e étape s'élance de la Comédie et traverseront l'écusson via la rue de la Loge, l'avenue Foch et le boulevard du Jeu de Paume. La grande caravane du Tour traverse l'avenue Clemenceau et l'avenue de Toulouse, ils atteignent le rond point du Grand M et passe devant le nouveau stade Yves du Manoir avant le départ réel sur la route de Lavérune. Ils se rendent dans le département du Tarn, dans la ville de Castres.
Concernant la course, plusieurs coureurs s'échappent mais sont repris après quelques kilomètres. D'autres font la même chose mais sont également rattrapés. Amets Txurruk et Pierrick Fédrigo attaquent, des contre-attaques sont lancées mais sans succès. À 25 km de l'arrivée, l'écart n'est plus que de 2 min 25 s et il est d'une minute sous la banderole des 10 derniers kilomètres. Alors que toutes les équipes de sprinters roulent à l'avant du peloton, il reste 32 s d'avance à 5 km de l'arrivée aux deux hommes de tête. Ils sont avalés par le peloton après la flamme rouge du dernier kilomètre. Lancé par son équipe et surtout par Gert Steegmans, Tom Boonen place son accélération à 300 m de la ligne d'arrivée en plein milieu de la route, il a une demi-longueur de vélo d'avance sur Erik Zabel et Robert Hunter.

#### 2009
Alors que la course part de Monaco, les coureurs se frottent en première semaine à un exercice redoutable : le contre-la-montre par équipes.
Le départ de cette 4e étape se situe sur la place de la Comédie, au centre de Montpellier. Le parcours se dirige vers le nord-est avec un passage dans le quartier de La Paillade avant de quitter la ville au kilomètre 9 pour passer à Grabels, les coureurs montent vers le lieu-dit de Bel-Air au kilométrage 15,5, point culminant de l'étape à 160 mètres d'altitude. Ensuite, après un parcours vallonné autour du lieu-dit des Quatre-Pilas, est atteint le point de chronométrage à Murviel-lès-Montpellier (19,5 km). Toujours sur la route D102, les dernières collines sont franchies avant l'arrivée près de Cournonterral. Sur cette portion de 14 kilomètres environ, l'altitude varie de 100 à 140 mètres à quelques reprises avant de redescendre à 50 mètres sur la route D5. De Cournonterral au retour sur la commune de Montpellier, en passant par le point de chronométrage de Pignan, le parcours devient quasiment rectiligne pour environ 7 km sur la départementale 5. Après la montée sur la route de Lavérune à l'entrée de Montpellier, les équipes se dirigent vers le stade Yves-du-Manoir où est située l'arrivée. Ce contre-la-montre par équipes est d'une distance totale de 39 kilomètres.
Le départ des équipes depuis la place de la Comédie s'étale de 14 h 30 à 16 h 43, dans l'ordre inverse du classement général par équipe au terme de la 3e étape et non par rapport au meilleur classement général d'un coureur de l'équipe comme c'était le cas lors des précédents contre-la-montre par équipes du Tour de France. Météo-France prévoit une température d'environ 32 °C et un temps ensoleillé avec un vent de secteur ouest-nord-ouest de 30 à 40 km/h et quelques rafales à 50 km/h. Ce vent est plutôt de face pour les coureurs de Montpellier jusqu'à Bel-Air, puis de côté jusqu'à Cournonterral et enfin de dos jusqu'à l'arrivée.

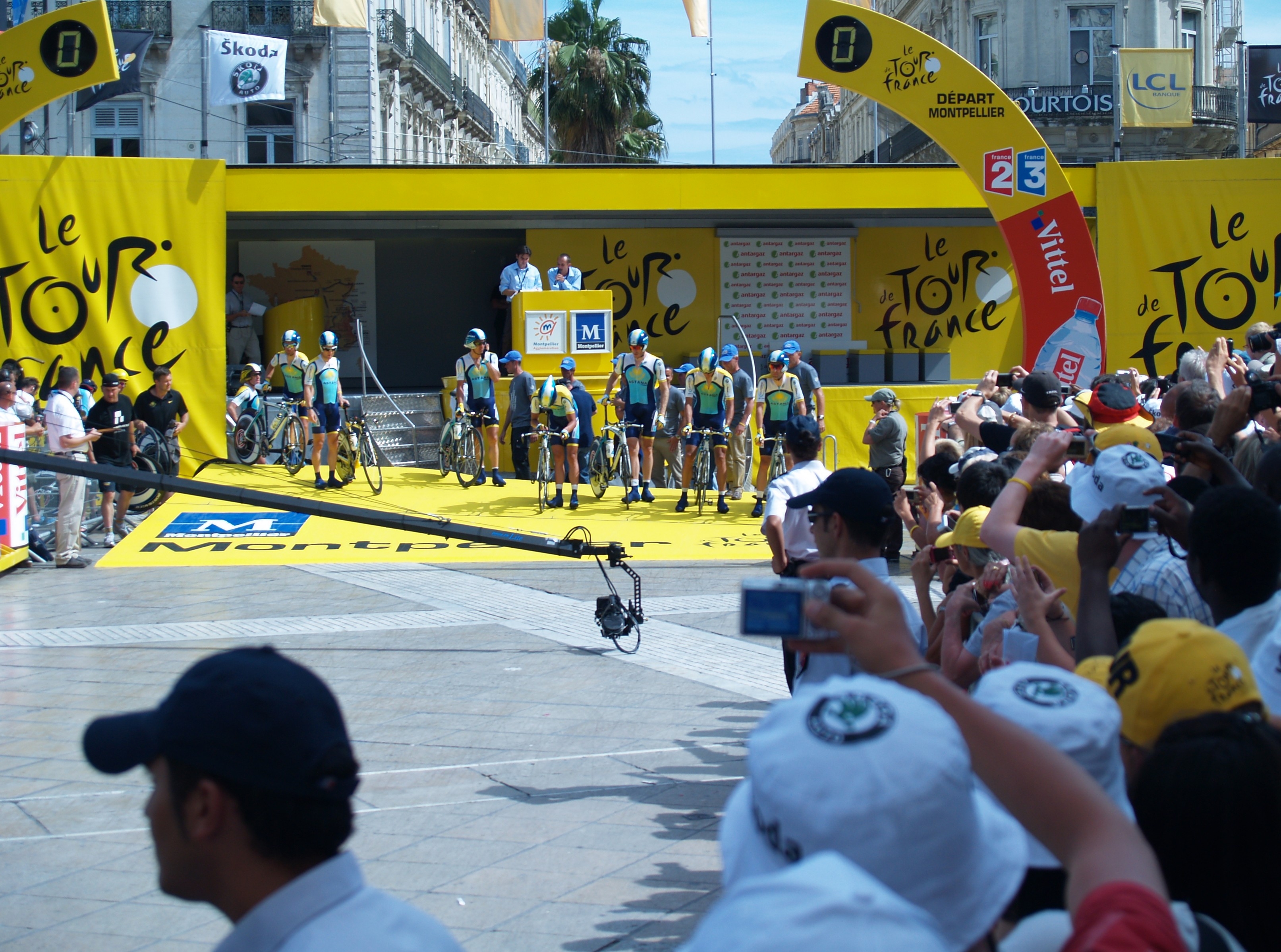
Avant le départ de l'équipe Astana lors de la 4e étape du Tour de France 2009 à Montpellier.

Le parcours étant technique avec des traversées de villages, des ronds-points, et des virages, l''étape a été marquée par de nombreuses chutes et problèmes techniques parmi les premières équipes parties. Ainsi Denis Menchov et Alessandro Ballan ont chuté dans l'un des premiers virages situé au coin du parc du Peyrou, dans Montpellier. L'équipe la plus touchée reste la BBox Bouygues Telecom qui a connu quatre chutes ou sorties de route (dont trois simultanées dans un virage) ainsi que deux crevaisons. Au même virage, le Néerlandais Piet Rooijakkers abandonne après sa sortie de route, il a été victime d'une fracture ouverte de l'avant-bras et un traumatisme crânien.
Concernant le classement de l'étape, la logique a plus ou moins été respectée. Astana et Garmin-Slipstream étaient données favorites de ce contre-la-montre et ce sont elles que l'on retrouve aux deux premières places à l'arrivée : Astana a remporté le chrono devant Garmin-Slipstream, celle-ci a parcouru les trois-quarts du contre-la-montre à seulement cinq équipiers, les quatre autres ayant été lâchés dès les dix premiers kilomètres. Astana n'a jamais paru inquiétée durant cette étape, terminant avec 17 secondes d'avance sur la Garmin-Slipstream.
Cette étape a donné lieu à la lutte pour le maillot jaune. En effet, la question était de savoir si Astana pouvait reprendre 40 secondes à la Team Saxo Bank de Fabian Cancellara, le suspense a duré jusqu'après l'étape. En effet, l'équipe Astana termine avec exactement 40 secondes d'avance sur la Team Saxo Bank, ce qui place Fabian Cancellara et Lance Armstrong dans le même temps. Il a ainsi fallu patienter quelques minutes après la fin de l'étape pour connaître le résultat : Fabian Cancellara conserve son maillot jaune au bénéfice d'un nombre de millièmes inférieur à Lance Armstrong lors du contre-la-montre de Monaco.

### Années 2010

#### 2011
En 2011, le Tour revient à Montpellier pour une seule étape, une arrivée en fin de deuxième semaine.

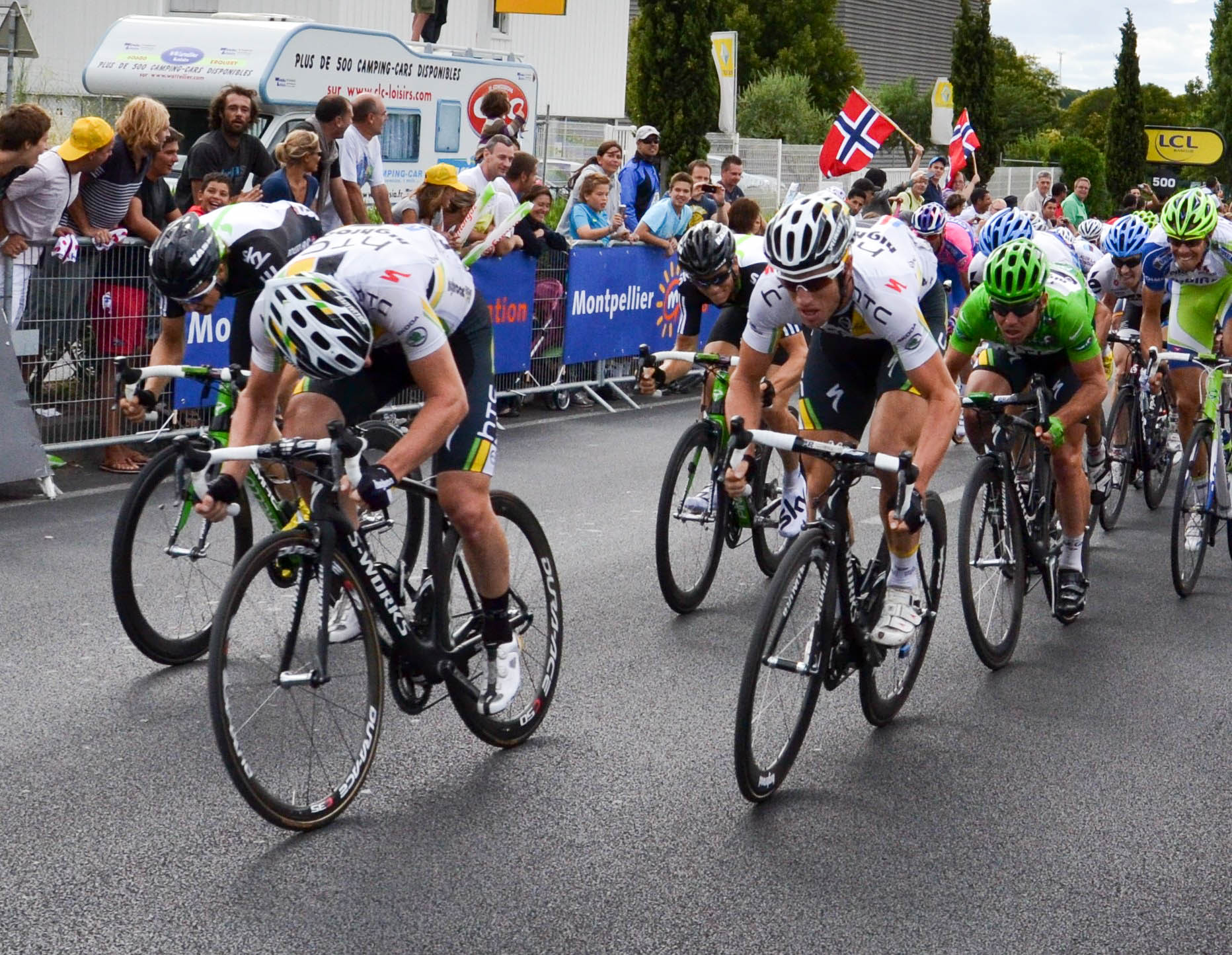
Préparation du sprint final pour Mark Cavendish (maillot vert), vainqueur de l'étape.

Le parcours de cette 15e étape est relativement plat. Les coureurs partent de Limoux dans l'Aude puis se rendent dans l'Hérault. Après le sprint intermédiaire de Montagnac et le passage par Villeveyrac, ils atteignent Montpellier par l'ouest à la sortie de Lavérune. Une fois le pont sur la Mosson franchi, les coureurs se dirigent ainsi vers le nord en empruntant les avenues Léon-Jouhaux et de la Liberté. Le quartier de La Paillade est longé par l'est et l'avenue de l'Europe. Un virage à droite oriente le parcours vers l'est sur les avenues du Professeur-Blayac et Louis-Ravas, en passant à proximité du conseil général de l'Hérault. Le dernier virage à droite permet de rejoindre le contournement ouest de Montpellier depuis l'avenue Paul-Rimbaud jusqu'aux avenues de la Recambale et de Vanières. Sur cette dernière, à chaussées séparées, est jugée l'arrivée près du stade Yves-du-Manoir.
Le récit de l'étape est comme la plupart des étapes plates, une échappée de cinq coureurs part dès le kilomètre 2, ils obtiennent un avantage maximal de 4 min 15 s au km 80. L’équipe HTC-Highroad commence à rapprocher le peloton des fuyards à l’approche du sprint intermédiaire de Montagnac, où Mark Cavendish passe en tête. L'avantage de l’échappée est alors d'1 min. Sentant le peloton se rapprocher, Mikhail Ignatiev lance une attaque à 22 km de l'arrivée suivi seulement par Niki Terpstra. À 6 km de l’arrivée, Ignatiev abdique à son tour et laisse Terpstra poursuivre seul dans les rues de Montpellier. Terpstra est repris à 3 km de la ligne par une attaque de Philippe Gilbert. Mais le peloton ne laisse pas partir Gilbert et le rattrape un kilomètre plus loin. Dans le dernier kilomètre, Mark Cavendish s'abrite jusqu’au dernier moment derrière son équipier Mark Renshaw et surgit à 200 mètres de la ligne pour l'emporter devant Tyler Farrar et Alessandro Petacchi. Pour la première fois depuis Laurent Fignon en 1989, un coureur français est en jaune à Montpellier, il s'agit de Thomas Voeckler.

#### 2013
La ville de Montpellier accueille la 100e édition du Tour de France, le jeudi 4 et vendredi 5 juillet 2013. L'objectif est de mettre en avant l'ensemble des équipements et du patrimoine que possède la ville comme l'Hôtel de ville, l'Arc de Triomphe, la Place de la Comédie.
La 6e étape part d'Aix en Provence et rejoint l'Hérault dans l'après-midi. Les coureurs rentrent dans Montpellier par le sud, puis traversent la ville avant de revenir devant le stade Yves du Manoir. Dans cette étape, il n'y a qu'un échappé, il s'agit de Luis Ángel Maté, il compte 5 minutes d'avance, mais, parti dans une échappée trop compliquée, il se relève. Le peloton emmené par les équipes de sprinters à une allure élevée, et le vent étant fort, il n'y a plus aucune tentative d'échappée. L'étape se conclut par un sprint massif. Bien emmené par ses coéquipiers, Greipel passe le premier la ligne d'arrivée, devant Peter Sagan et Marcel Kittel.

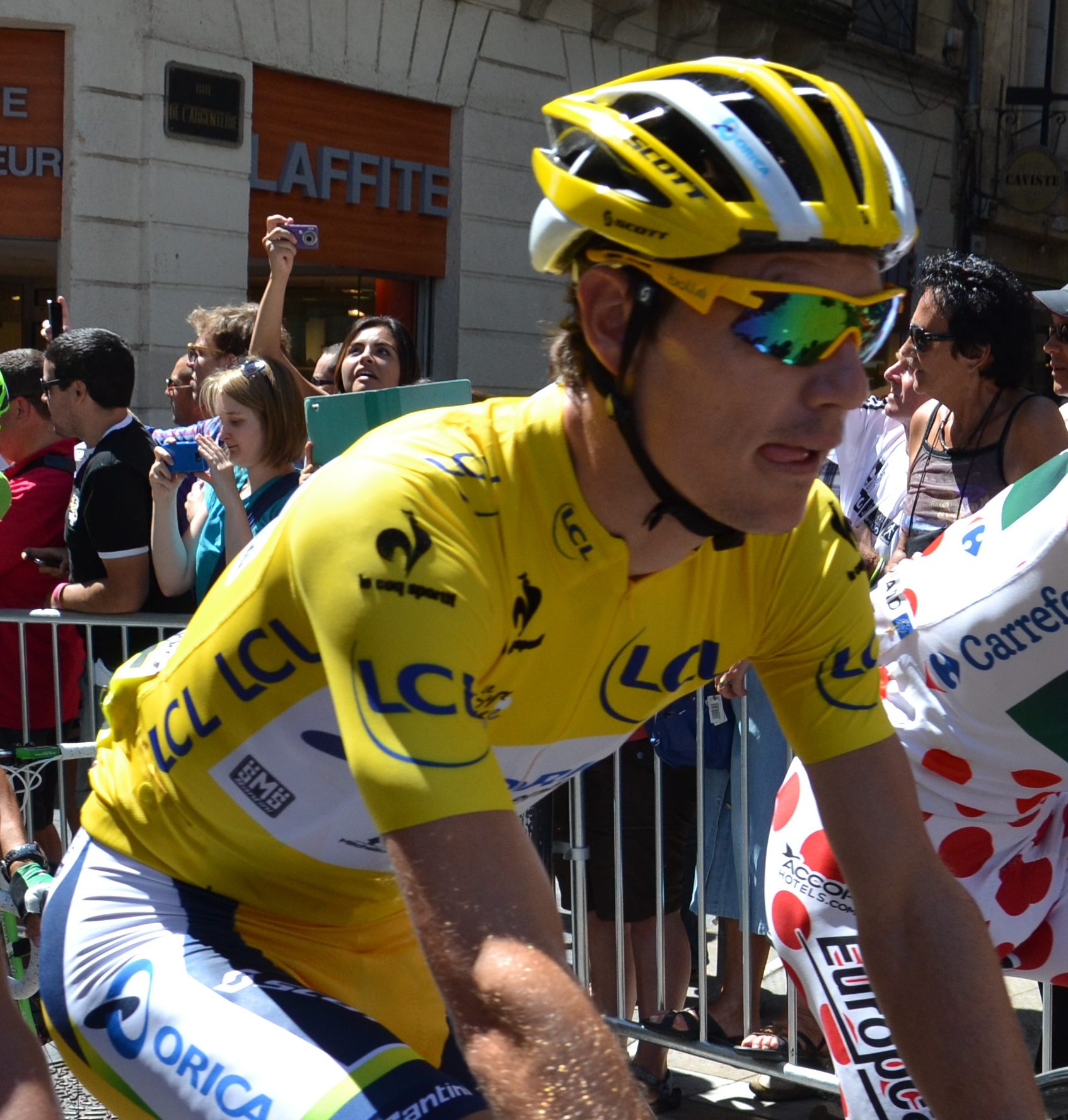
Daryl Impey portant le maillot jaune au départ de l'étape.

Daryl Impey dépossède son coéquipier Simon Gerrans du maillot jaune et devient le premier Africain à porter la tunique de leader du Tour de France. Il déclare « C'est un jour fantastique ». Montpellier est bien la ville de l'Afrique puisque en 2007, Robert Hunter était devenu le premier africain vainqueur d'une étape.
Le départ fictif de la 7e étape se fait sur la Place de la Comédie, le peloton se dirige ensuite dans les rues de l’Écusson et fait une boucle par le nord de la ville avant de se diriger sur la rue du pont de Lavérune où les coureurs sortent de Montpellier. Le départ réel de l'étape est justement donné à Lavérune. Avec les côtes en milieu d'étape, l'équipe Cannondale a lâché des concurrents sérieux tels Mark Cavendish et André Greipel, elle a tout fait en fin d'étape pour rattraper les deux coureurs et ainsi permettre la victoire de leur sprinter Peter Sagan.

#### 2016
Fin 2015, le directeur du Tour de France annonce le parcours de l'édition 2016, la course fait son retour à Montpellier. La ville doit débourser entre 500 000 et 700 000 euros. Selon le maire de la ville Philippe Saurel, les retombées économiques de l'événement seraient de l'ordre de 10 à 20 millions d'euros
Le 13 juillet 2016, la 103e édition du Tour de France arrive à Montpellier. Cette onzième étape de 162,5 km rallie Carcassonne à la préfecture héraultaise. Le profil de cette étape est relativement plat avec seulement les côtes de Minerve et de Villespassans. Le peloton redescend ensuite dans la plaine héraultaise par Saint-Chinian, Magalas. Le sprint intermédiaire a lieu à Pézenas. La course se poursuit ensuite par Montbazin puis Pignan. L'arrivée est jugée devant l'Altrad Stadium, stade de rugby de l'équipe de Montpellier.

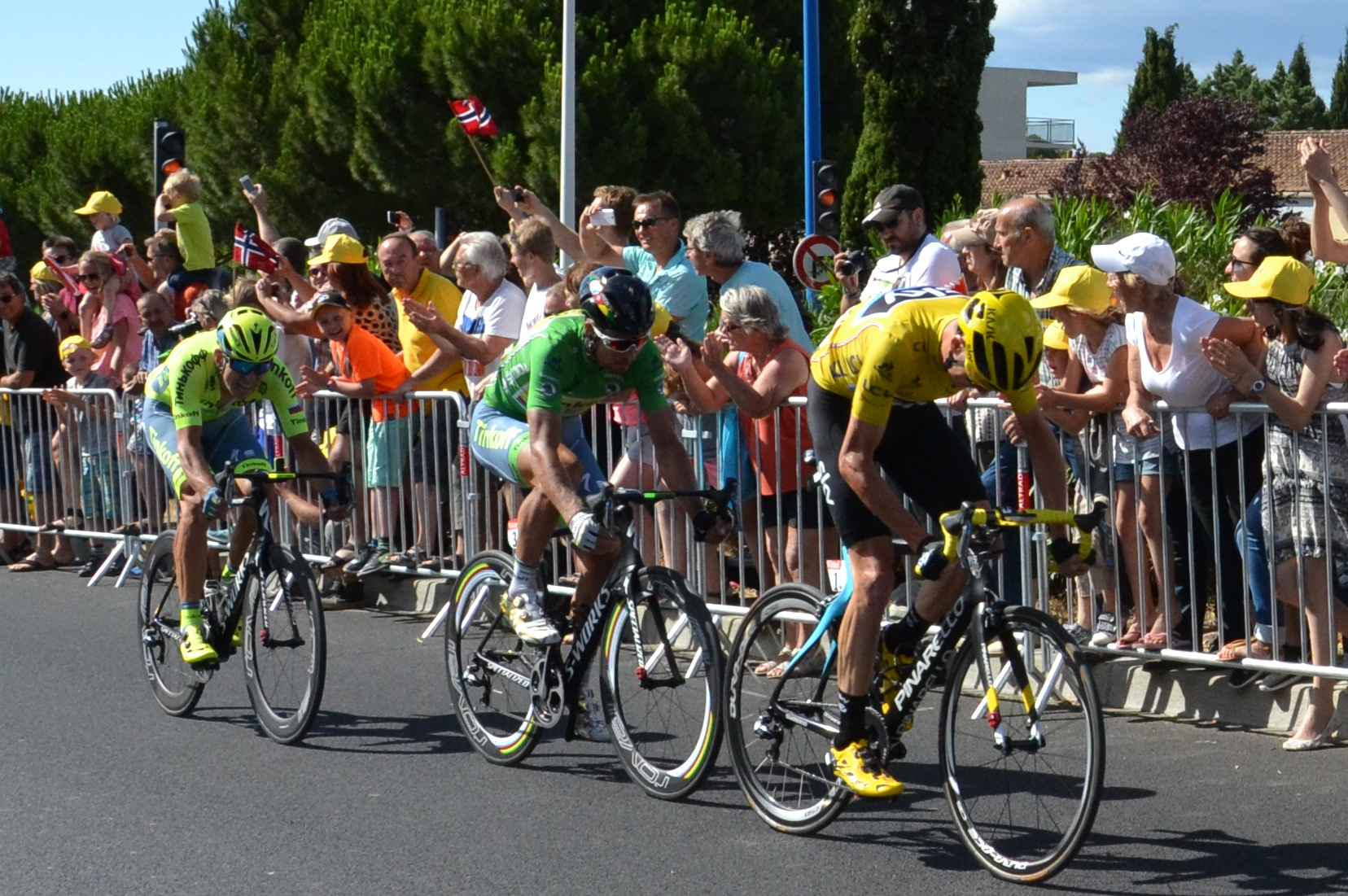
Chris Froome devant Peter Sagan et Maciej Bodnar lors du sprint final à Montpellier en 2016.

Elle est remportée par le slovaque Peter Sagan au terme d'une étape incroyable. En effet, dans l'après-midi, le vent se renforce malgré un grand soleil, la vitesse est de 70 km/h. Alors qu'on semble se diriger vers un sprint massif, la Tinkoff accélère violemment et à une dizaine de kilomètres de l'arrivée, Peter Sagan et Maciej Bodnar accélèrent fortement pour provoquer une bordure. Ils sont rejoints par Christopher Froome, qui espère ainsi accroître son avance au classement général, et son équipier Geraint Thomas. Le quatuor réussit à compter jusqu'à 23 secondes d'avance, mais le peloton comble une partie de l'écart. Le trio (Thomas ayant lâché) se joue la victoire, alors que Sagan semble laisser gagner Bodnar, c'est Froome qui attaque obligeant Sagan à faire le sprint. Le Slovaque remporte sa deuxième victoire sur cette édition tandis que Froome conserve le maillot jaune.
Le lendemain, les coureurs partent de Montpellier pour sortir du département de l'Hérault et rejoindre le sommet du Mont Ventoux, mais, du fait des rafales de vent, les organisateurs ont décidé de déplacer l'arrivée au Chalet Reynard. L'étape est remportée par Thomas De Gendt qui faisait partie d'une échappée de 13 coureurs. Elle est également marquée par un événement inédit : le maillot jaune Chris Froome brise son vélo en percutant une moto de télévision dans la montée, pour ne pas perdre de temps en attendant d'être dépanné, il part en courant sans vélo au milieu de la foule. Il conserve finalement son maillot.

### Années 2020

#### 2025
Après 9 ans d'attente, le Tour est de retour dans la préfecture héraultaise à l'occasion d'un départ d'étape.

## Vainqueurs d'étapes à Montpellier
- 1930 :  Charles Pélissier
- 1931 :  Raffaele Di Paco
- 1932 :  Frans Bonduel
- 1933 :  André Leducq
- 1934 :  Georges Speicher
- 1935 :  Georges Speicher
- 1936 :  Sylvère Maes
- 1937 :  René Pedroli
- 1938 :  Antonin Magne
- 1939 :  Maurice Archambaud
- 1947 :  Henri Massal
- 1948 :  Raymond Impanis
- 1951 :  Hugo Koblet
- 1956 :  Roger Hassenforder
- 1961 :  André Darrigade
- 1962 :  Willy Vannisten
- 1964 :  Edouard Sels
- 1965 :  Adriano Durante
- 1970 :  Riny Wagtmans
- 1974 :  Barry Hoban
- 1980 :  Ludo Peeters
- 1989 :  Valerio Tebaldi
- 1993 :  Olaf Ludwig
- 1994 :  Rolf Sorensen
- 2005 :  Robbie McEwen
- 2007 :  Robert Hunter
- 2009 :  Astana
- 2011 :  Mark Cavendish
- 2013 :  André Greipel
- 2016 :  Peter Sagan

## Remises du maillot jaune à Montpellier
- 1930 :  André Leducq
- 1931 :  Antonin Magne
- 1932 :  André Leducq
- 1933 :  Georges Speicher
- 1934 :  Antonin Magne
- 1935 :  Romain Maes
- 1936 :  Sylvère Maes
- 1937 :  Sylvère Maes
- 1938 :  Félicien Vervaecke
- 1939 :  René Vietto
- 1947 :  René Vietto
- 1948 :  Louison Bobet
- 1951 :  Hugo Koblet
- 1956 :  Jan Adriaensens
- 1961 :  Jacques Anquetil
- 1962 :  Joseph Planckaert
- 1964 :  Georges Groussard
- 1965 :  Felice Gimondi
- 1970 :  Eddy Merckx
- 1974 :  Eddy Merckx
- 1980 :  Joop Zoetemelk
- 1989 :  Laurent Fignon
- 1993 :  Miguel Indurain
- 1994 :  Miguel Indurain
- 2005 :  Lance Armstrong[65]
- 2007 :  Michael Rasmussen
- 2009 :  Fabian Cancellara
- 2011 :  Thomas Voeckler
- 2013 :  Daryl Impey
- 2016 :  Christopher Froome

## Lieux du Tour de France

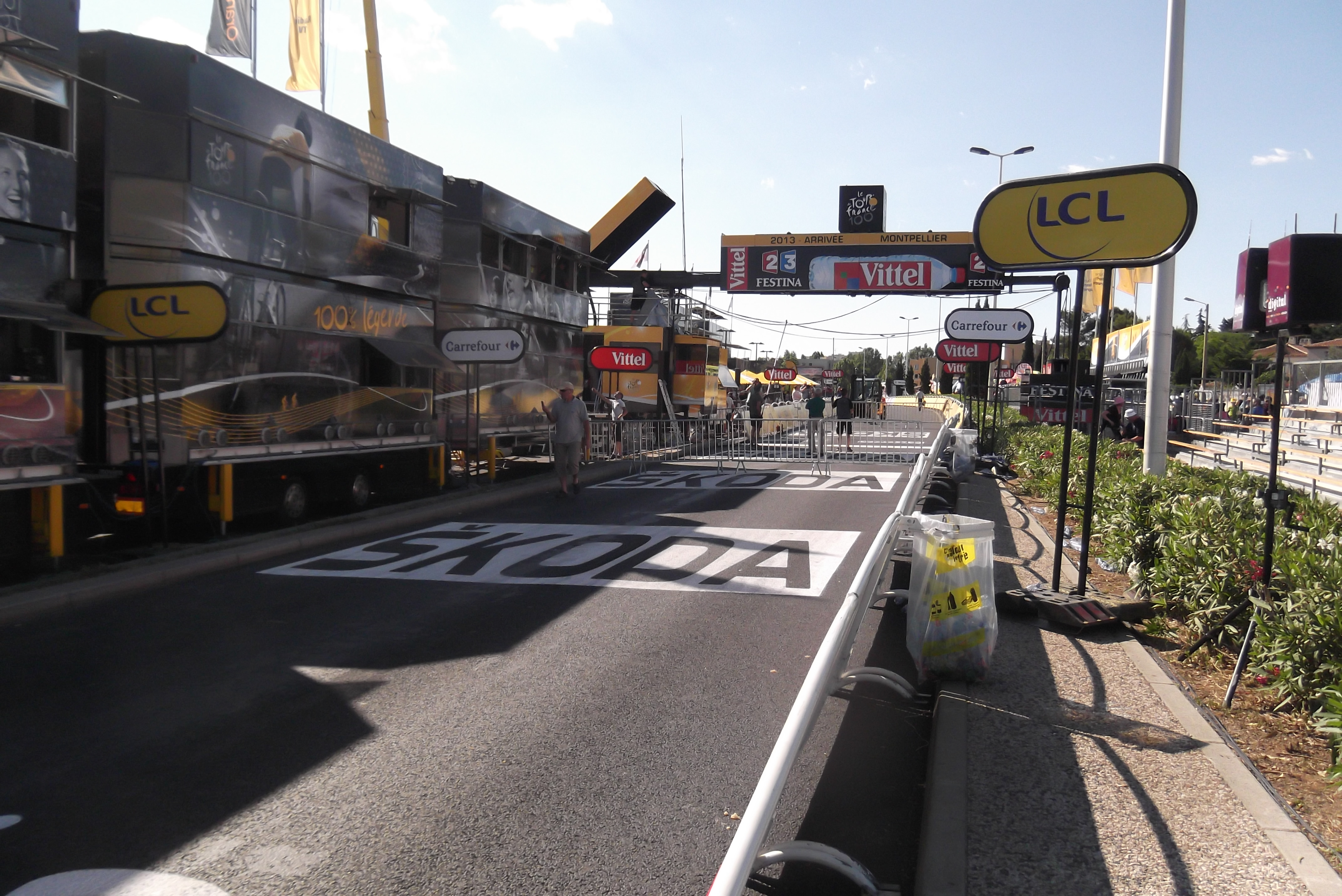
Arrivée devant le stade Yves du Manoir.

Pendant plus de trente ans, c'est sur l'Esplanade que se déroule l'arrivée. Puis, lors des années suivantes, la position a changé. En 1970, la piste cendrée du Stade Richter accueille le sprint final. Entre 1989 et 1994, elle se fait dans le sud-est de la ville, dans le tout nouveau quartier Antigone, suivant les années, elle change d'emplacement. En 2005 et 2007, c'est dans le quartier de la Mosson, sur l'avenue d'Heidelberg, que se situe la ligne d'arrivée, elle se fait dans deux sens différents. Depuis 2009, c'est devant le Stade Yves-du-Manoir que se font les derniers hectomètres. Concernant le départ, le plus souvent, c'est la Place de la Comédie qui accueille le départ. Mais, la route de Toulouse l'a également organisé. En 2025, le départ de l'étape se déroule Place de l'Europe.

## Les villes-étapes et Montpellier
Depuis 1930, Montpellier a accueilli à de nombreuses reprises le Tour, ces étapes ont relié la ville héraultaise à d'autres villes étapes. Celle d'où les coureurs sont le plus partis est Marseille, à 5 reprises. C'est également la ville où ils sont le plus allés, à 7 reprises. On peut expliquer ce classement par le fait que les parcours n'ont très peu changés dans les années 30, on retrouve donc des grandes villes comme Perpignan, Nîmes ou encore Toulouse aux premières places. Depuis 1970, le nombre de villes accueillant l'épreuve a augmenté avec des villes moyennes telles que Limoux, Argelès-sur-Mer ou Miramas. En 2009, c'est un contre-la-montre par équipes qui se déroule autour de la ville.